# Escama de perla
El escama de perla (o chinshurin en japonés) es una variedad de pez dorado (Carassius auratus) de fantasía caracterizado por tener el cuerpo esférico con aletas dobles similares a la cola de abanico.

## Descripción
El rasgo característico del pez escama de perla son sus escamas gruesas y abovedadas con apariencia de perla. Su cuerpo es redondo y parecido a una pelota de golf. Las aletas pueden ser largas o cortas. Las escamas de perlas pueden alcanzar hasta 8 pulgadas de largo y crecer tan grandes como una naranja. Los peces de colores de escala de perlas son susceptibles a los trastornos de la vejiga natatoria que afectan la capacidad de mantener una posición normal en el agua. Esto se atribuye al proceso de reproducción selectiva de peces de colores de fantasía para lograr formas corporales particulares, como la redondez de la escala de perlas, que da como resultado la alteración de la apariencia de la forma y función de la vejiga natatoria. La escala de perlas también se conoce como escala de perlas de ping pong y escala de perlas de golf.

### Estándar de raza
El estándar de escama de perla es el siguiente:
- La profundidad del cuerpo debe ser superior a 2/3 de la longitud del cuerpo.
- Escalas para ser abovedadas
- La aleta dorsal debe ser única, todas las demás aletas deben estar emparejadas
- Aleta caudal para dividir y bifurcar y mantener por encima de la horizontal
- Extremidades de las aletas para tener un aspecto ligeramente redondeado.
- La longitud mínima del cuerpo debe ser de 5,5 cm (2¼ pulgadas)

El pez debe ser brillante y alerta y mostrar escamas abovedadas bien desarrolladas en toda el área del cuerpo. El cuerpo debe ser corto y redondeado (no alargado). La aleta caudal debe mantenerse alta sin signos de caída y bien dividida. El pescado de calidad tendrá una alta intensidad de color que se extenderá hasta las aletas.

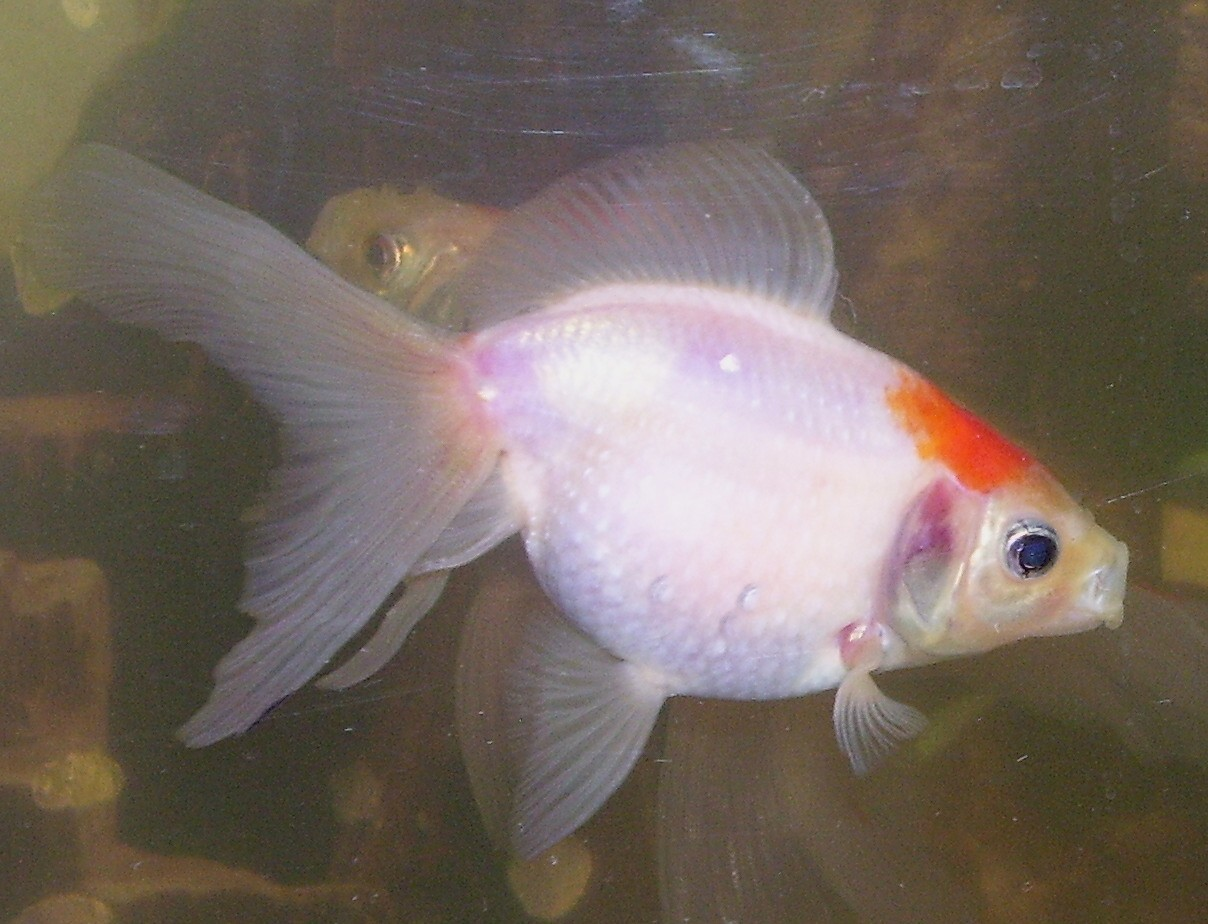
Un joven Escama de perla antes del desarrollo de las escamas de wen

## Coloración
La escama de perla vienen en todas las elegantes variedades de colores de peces de colores.
El color puede ser metálico (idealmente de color propio o abigarrado en un patrón agradable y similar en cada lado), naranja o percal. La escama de perla también puede ser de color completamente negro. Los colores metálicos deben aparecer como metal bruñido, extendiéndose hacia las aletas. Los peces calicó deben tener un fondo azul con manchas de violeta, rojo, naranja, amarillo y marrón, manchadas de negro.

## Variantes
Las escama de perla se encuentran sin crecimiento de la cabeza (wen), con un crecimiento de la cabeza similar al de Oranda o con dos grandes cúpulas de burbujas. Las escamas de perlas con cúpula de burbujas se conocen como escama de perla de cabeza alta, escama de perlas de corona o Hama Nishiki.

## Requisitos especiales
Como muchos peces de colores de fantasía, las escamas de perlas tienen forma de huevo con órganos internos apiñados en un cuerpo compactado, por lo que se debe evitar la sobrealimentación. Las escamas de perlas son muy sensibles al agua fría y no deben exponerse a temperaturas inferiores a 55 °F (13 °C). También son bastante vulnerables a los cambios de pH y no deben exponerse durante períodos prolongados a entornos demasiado ácidos o alcalinos.

## Galería

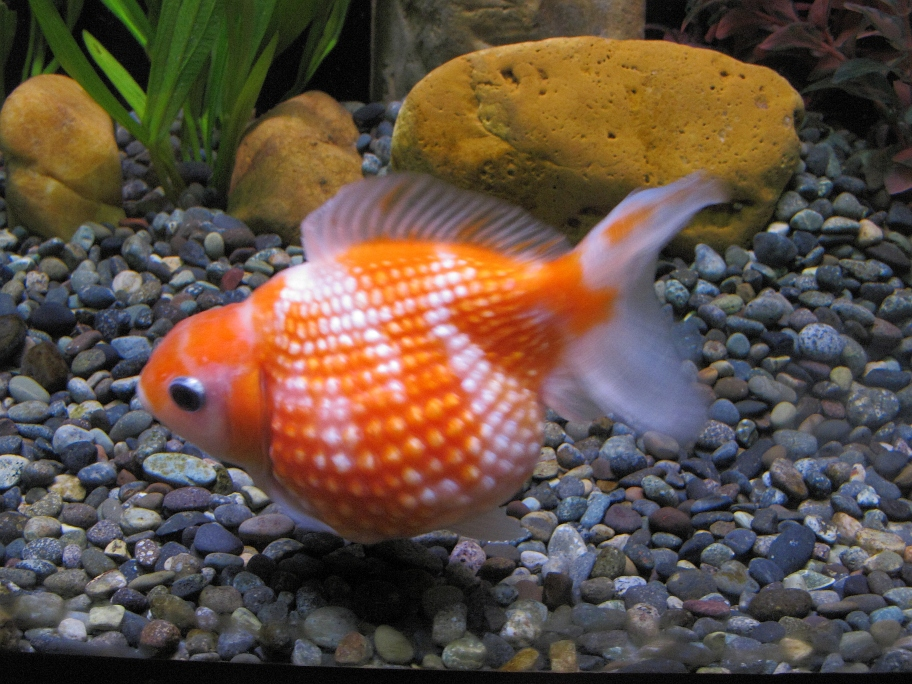
Pez dorado en escama de perla de fantasía naranja y blanco
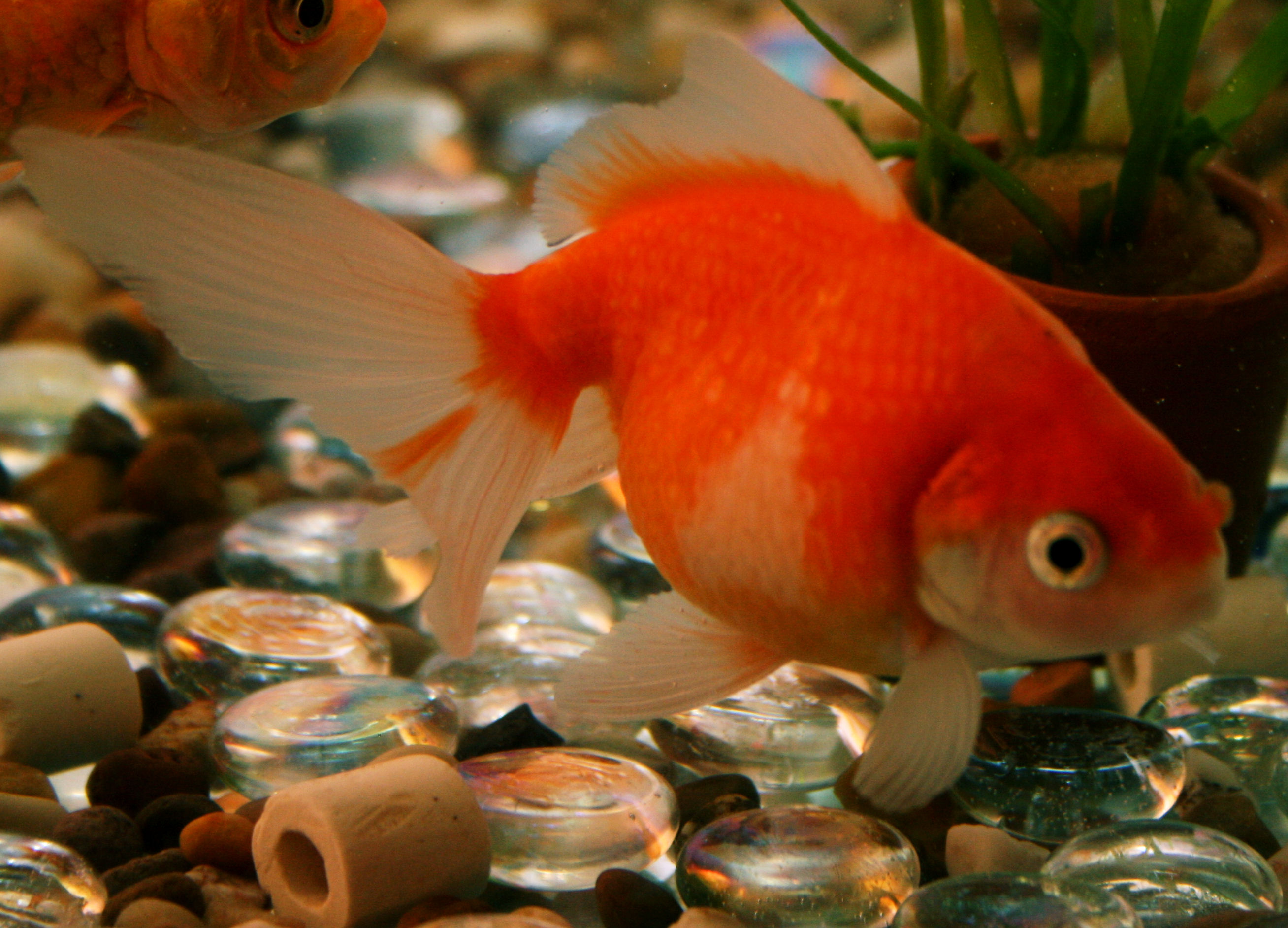
Escama de perla antes de que se hayan desarrollado escamas de wen y abovedadas
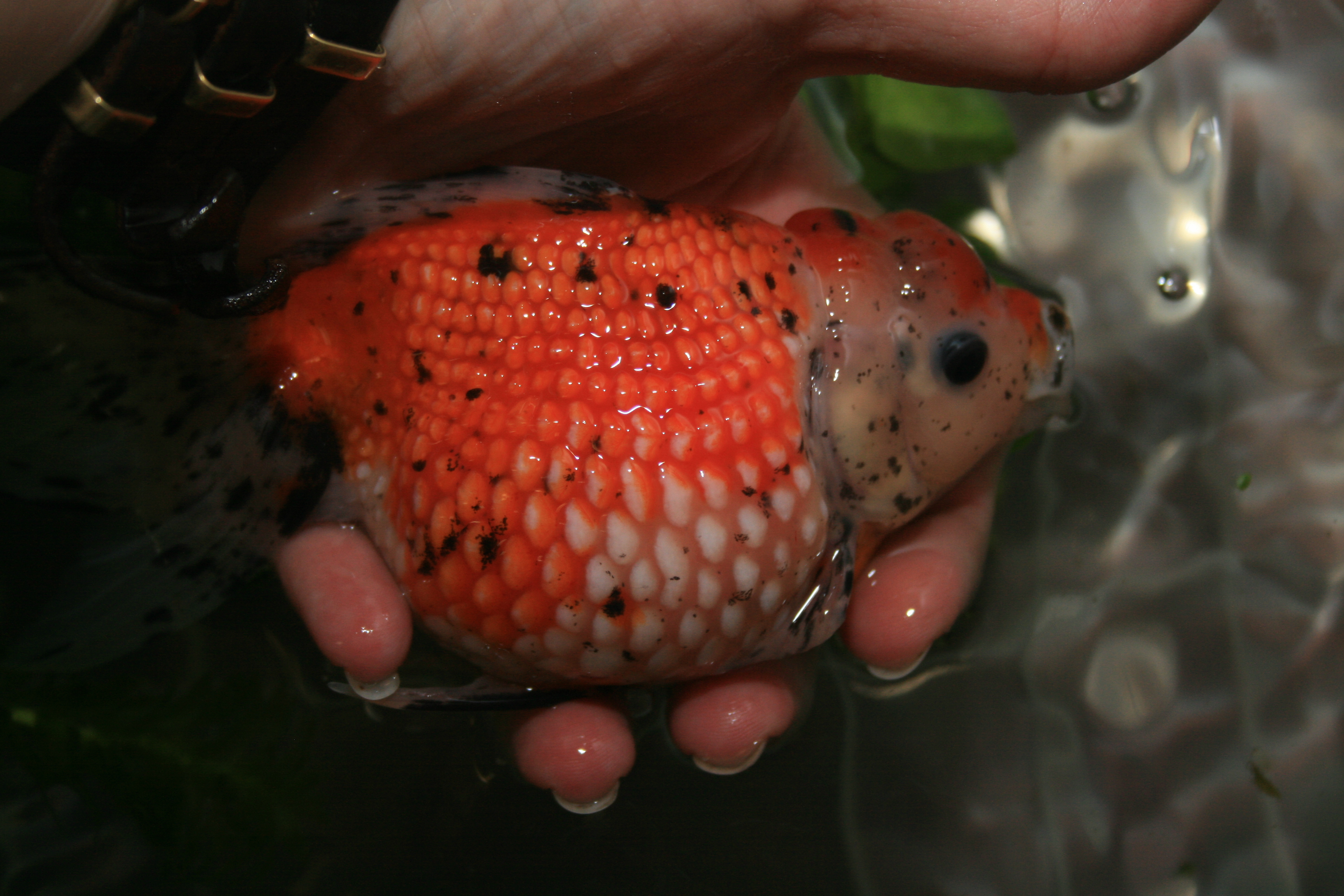
Pez dorado de escama de perla en una mano